# Hedda Zinner
Hedda Zinner (Lemberg, 1905. május 20. – Berlin, 1994. január 7.) német író, színész, újságíró és színházi színész.

## Élete
Hamar politizálni kezdett, a nemzetiszocializmus elől Ausztrián és Csehszlovákián keresztül a Szovjetunióba menekült, majd a második világháború után az NDK-ba tért vissza.

## Munkái
- Unter Dächern. Gedichte, 1936
- Das ist geschehen, Gedichte 1939
- Caféhaus Payer. Schauspiel, 1945
- Humanistisches Sonett. 1947
- Alltag eines nicht alltäglichen Landes. Reportagen und Gedichte, 1950
- Der Teufelskreis. Drama, 1953
- Lützower. Schauspiel, 1955
- General Landt. Schauspiel, 1959
- Was wäre wenn …? Komödie, 1959
- Nur eine Frau. Roman, 1954
- Leistungskontrolle. Jugendstück, 1960
- Ravensbrücker Ballade. Tragödie, 1961
- Ein Amerikaner in Berlin. Posse, 1963
- Wenn die Liebe stirbt. Erzählungen, 1965
- Elisabeth Trowe. Filmerzählung, 1969
- Ahnen und Erben. Romantrilogie
  - Regina, 1968
  - Die Schwestern, 1970
  - Fini, 1973
- Auf dem roten Teppich. Reportagen, 1978
- Katja. Roman, 1980
- Die Lösung. Roman, 1981
- Arrangement mit dem Tod. Roman, 1984
- Die große Ungeduld. Erzählung, 1988
- Selbstbefragung. Erinnerungen, 1989, ISBN 3-371-00195-4

## Magyarul
- Egy kis bécsi kávéház. Színmű; ford. Hunyady József, rendezői utószó Hertay Jenő, díszlettervek Ambrózy Iván; Gondolat, Bp., 1961 (Játékszín)